# 줄무늬사향고양이아과
줄무늬사향고양이아과(Hemigalinae)는 사향고양이과에 속하는 아과 분류군의 하나로 1864년 존 에드워드 그레이가 처음 기술했다. 각각 단일종을 가진 4개 속으로 이루어져 있다.

## 하위 분류
- 오스톤사향고양이속 (Chrotogale)
  - 오스톤사향고양이 또는 오스톤팜시벳 (Chrotogale owstoni)
- 수달사향고양이속 (Cynogale)
  - 수달사향고양이 또는 수달시벳 (Cynogale bennettii)
- 호세사향고향이속 (Diplogale)
  - 호세사향고향이 또는 호스팜시벳 (Diplogale hosei)
- 줄무늬사향고양이속 (Hemigalus)
  - 줄무늬사향고양이 또는 줄무늬팜시벳 (Hemigalus derbyanus)